# Lijst van voetbalinterlands Noorwegen - Tsjecho-Slowakije
Deze lijst van voetbalinterlands is een overzicht van alle officiële voetbalwedstrijden tussen de nationale teams van Noorwegen en Tsjecho-Slowakije. De landen speelden vier keer tegen elkaar. De eerste ontmoeting, een kwartfinale tijdens de Olympische Zomerspelen 1920, werd gespeeld in Antwerpen (België) op 29 augustus 1920. Het laatste duel, een vriendschappelijke wedstrijd, vond plaats op 25 september 1991 in Oslo.

## Wedstrijden
| № | Plaats     | Datum             | Competitie        | Wedstrijd                     | Uitslag |
| - | ---------- | ----------------- | ----------------- | ----------------------------- | ------- |
| 1 | Antwerpen  | 29 augustus 1920  | OS 1920           | Tsjecho-Slowakije – Noorwegen | 4 – 0   |
| 2 | Oslo       | 13 mei 1970       | Vriendschappelijk | Noorwegen – Tsjecho-Slowakije | 0 – 2   |
| 3 | Bratislava | 4 november 1988   | Vriendschappelijk | Tsjecho-Slowakije – Noorwegen | 3 – 2   |
| 4 | Oslo       | 25 september 1991 | Vriendschappelijk | Noorwegen – Tsjecho-Slowakije | 2 – 3   |

## Samenvatting
| Competitie        | Totaal gespeeld | Winst Noorwegen | Gelijk | Winst Tsjecho-Slowakije | Doelsaldo Noorwegen – Tsjecho-Slowakije |
| ----------------- | --------------- | --------------- | ------ | ----------------------- | --------------------------------------- |
| Olympische Spelen | 1               | 0               | 0      | 1                       | 0 − 4                                   |
| Vriendschappelijk | 3               | 0               | 0      | 3                       | 4 − 8                                   |
| Totaal            | 4               | 0               | 0      | 4                       | 4 − 12                                  |

## Details

### Vierde ontmoeting
| |       |                                                        |
| Noorwegen | 2 – 3 | Tsjecho-Slowakije                                      |
| Jahn Ivar Jakobsen 41' Jan Åge Fjørtoft 79' | goals | 18' Václav Němeček 53' Ľubomír Moravčík 81' Pavel Kuka |
| - Debuut van Ulf Karlsen (Viking FK) voor Noorwegen. - Debuut van Alexander Vencel (Slovan Bratislava), Jan Suchopárek (Slavia Praag) en Rudolf Pavlík (DAC Poľnohospodár) voor Tsjecho-Slowakije. |       |                                                        |